# Leilaster spinulosus
Leilaster spinulosus är en sjöstjärneart som beskrevs av Khwaja Muhammad Sultanul Aziz och Jacques Jangoux 1985. Leilaster spinulosus ingår i släktet Leilaster och familjen Leilasteridae.
Artens utbredningsområde är havet kring Nya Zeeland. Inga underarter finns listade i Catalogue of Life.